# South Fork (Pennsylvania)
South Fork è un comune (borough) degli Stati Uniti d'America, situato nello stato della Pennsylvania, nella contea di Cambria.